# 1905年莫斯科起义

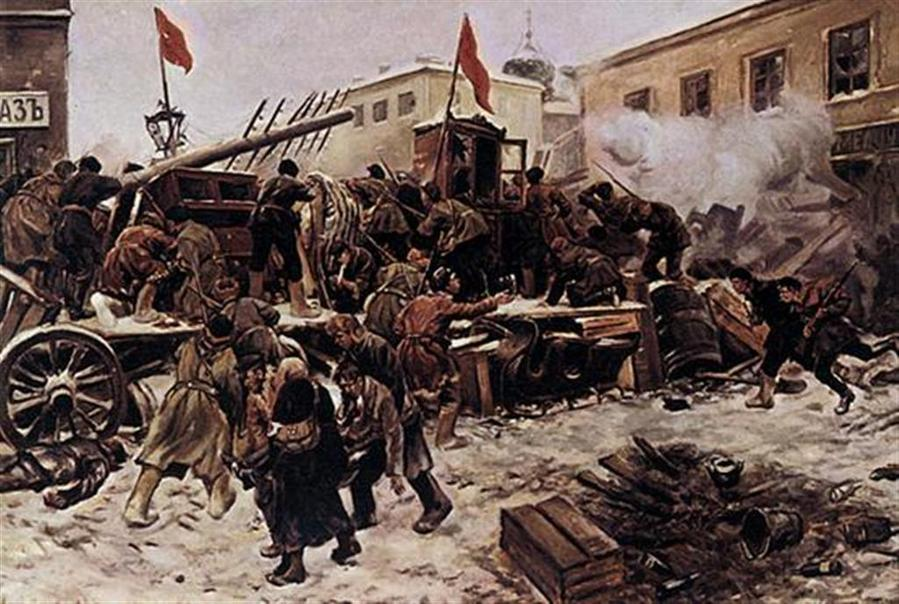
1905年莫斯科起义的景象，该作品现收藏于莫斯科现代历史博物馆

1905年莫斯科起义，爆发于当年12月7日至18日，以俄罗斯莫斯科普列斯尼亚区为中心，是1905年俄国革命的高潮。成千上万的工人反抗沙俄帝国政府，为改善社会环境而加入武装起义。起义由社会主义者领导，其中包括社会革命党人、孟什维克和布尔什维克。起义最终失败并引发了一场持续到1907年的反革命。1905年革命是俄国历史的转折点，莫斯科起义在培养俄国工人的革命情绪方面发挥了重要作用。参加此次起义的革命者后来参与了1917年的十月革命。